# Saturnino Esteban Miguel de Collantes
Saturnino Esteban Miguel y Collantes (Madrid, 6 de setembre de 1847 - 1937) fou un periodista i polític espanyol, ministre d'Instrucció Pública i Belles Arts durant el regnat d'Alfons XIII.

## Biografia
Va iniciar la seva carrera política en el Partit Conservador com a diputat pel districte d'Inca (Illes Balears) a les eleccions generals espanyoles de 1876, sent escollit entre 1879 i 1884 per la circumscripció de Palència passant en 1889 a ser senador per Madrid càrrec que va ocupar fins a 1894 que va ser nomenat senador vitalici. El 1927 va tornar al Congrés com a diputat en qualitat de "representant per dret propi". Va ser ministre d'Instrucció Pública i Belles Arts entre el 4 de gener i el 25 d'octubre de 1915 en un govern presidit per Eduardo Dato e Iradier. El rei Alfons XII li va concedir el títol de Comte d'Esteban Collantes el 1884.